# 井头墟站
井头墟站是位于湖南省东安县井头墟镇的一个铁路车站，邮政编码425906。车站建于1938年，有湘桂铁路经过该站，现仅办理货运，不办理客运业务，车站及其上下行区间均未电气化。车站距离衡阳站165公里，隶属南宁铁路局，是四等站。